# Salmijärvet (sjöar i Lappland)
Salmijärvet är sjöar i Finland. De ligger i kommunen Posio i landskapet Lappland, i den norra delen av landet, 700 km norr om huvudstaden Helsingfors. Salmijärvet ligger 256,2 meter över havet. Arean är 35,4 hektar och strandlinjen är 6,06 kilometer lång. Sjön  ingår i Koundaälvens huvudavrinningsområde. 
I övrigt finns följande vid Salmijärvet:
- Laivajärvi (en sjö)